# Pa Dibba
Pa Dibba, né le 15 octobre 1987 à Farafenni en Gambie, est un footballeur international gambien, qui évolue au poste d'avant-centre à l'Adana Demirspor.

## Biographie

### Carrière en club
En août 2011, Pa Dibba signe un contrat de 3 ans avec l'équipe suédoise du GIF Sundsvall. Puis, le 19 novembre 2014, il signe un nouveau contrat jusqu'en 2016.
Le 26 février 2019, il est prêté pour un an au Shanghai Shenxin.

### Carrière internationale
Pa Dibba compte cinq sélections et un but avec l'équipe de Gambie depuis 2015.
Il est convoqué pour la première fois en équipe de Gambie par le sélectionneur national Raoul Savoy, pour un match des éliminatoires de la CAN 2017 contre l'Afrique du Sud le 13 juin 2015. Le match se solde par un match nul et vierge (0-0).
Par la suite, le 13 octobre 2015, il inscrit son premier but en sélection contre la Namibie, lors d'un match des éliminatoires de la Coupe du monde 2018. Le match se solde par une défaite 2-1 des Gambiens.

## Statistiques
| Saison                | Club                  | Championnat           | Championnat | Championnat | Coupe(s) nationale(s) | Coupe(s) nationale(s) | Playoffs | Playoffs | Gambie | Gambie | Total | Total |
| Saison                | Club                  | Division              | M.          | B.          | M.                    | B.                    | M.       | B.       | M.     | B.     | M.    | B.    |
| 2011                  | GIF Sundsvall         | Superettan            | 10          | 0           | -                     | -                     | -        | -        | -      | -      | 10    | 0     |
| 2012                  | GIF Sundsvall         | Allsvenskan           | 22          | 2           | 1                     | 1                     | 1        | 0        | -      | -      | 24    | 3     |
| 2013                  | GIF Sundsvall         | Superettan            | 26          | 7           | 3                     | 1                     | 2        | 1        | -      | -      | 31    | 9     |
| 2014                  | GIF Sundsvall         | Superettan            | 27          | 12          | 4                     | 2                     | -        | -        | -      | -      | 31    | 14    |
| 2015                  | GIF Sundsvall         | Allsvenskan           | 30          | 8           | 1                     | 1                     | -        | -        | 3      | 1      | 34    | 10    |
| 2016                  | GIF Sundsvall         | Allsvenskan           | 13          | 5           | 3                     | 1                     | -        | -        | 2      | 0      | 18    | 6     |
| Total sur la carrière | Total sur la carrière | Total sur la carrière | 128         | 34          | 12                    | 6                     | 3        | 1        | 5      | 1      | 148   | 42    |

## Palmarès
Adana Demirspor
- Championnat de Turquie de deuxième division (1) :
  - Champion : 2020-21 (en).